# Savanyú csetkákások

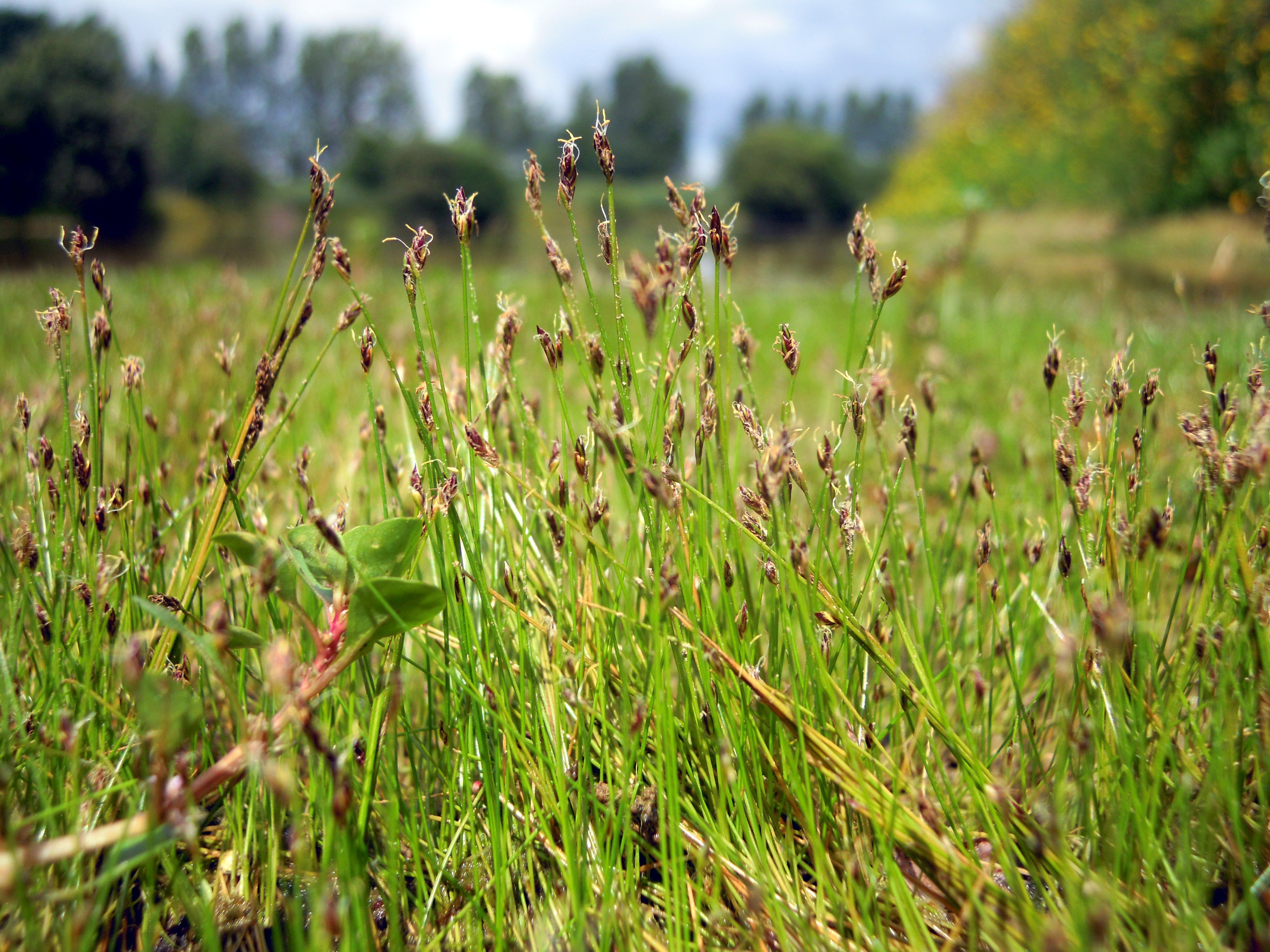
Virágzó apró csetkáka (Eleocharis acicularis)

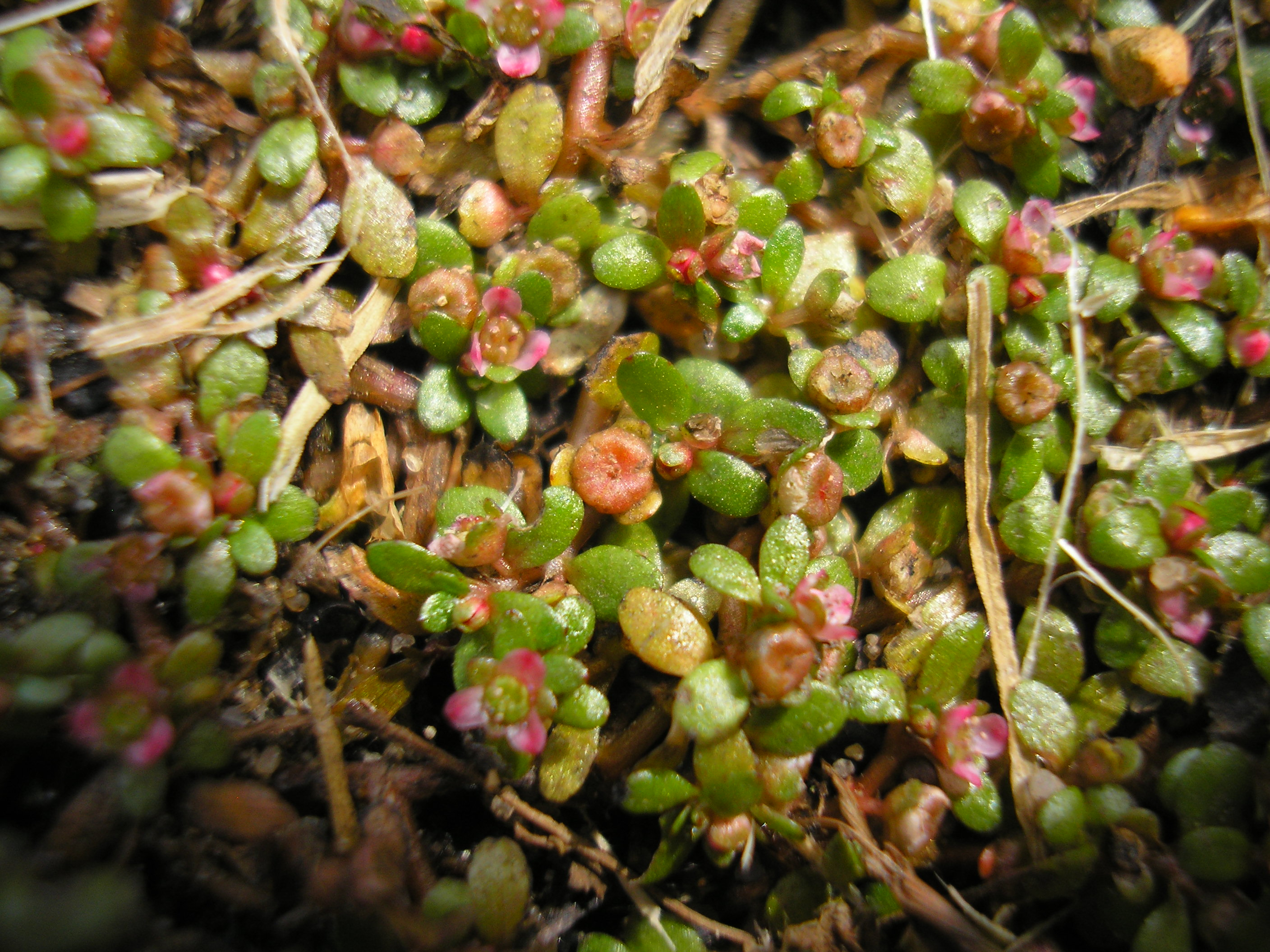
Cseplesz (Elatine hexandra)

A savanyú csetkákások (Eleocharition acicularis) az atlanti-boreális tóparti gyepek (Isoëto-Litorelletea Br.-Bl. & Vlieger, 1937)  társulástani osztályának az a csoportja, amely a szubkontinentális övezet nedves homok- és kavicstakaróin kialakult társulásokat foglalja össze.

## Elterjedésük, előfordulásuk
A társulástani osztálynak ez a csoportja távolodik el legkeletebbre az Atlanti-óceán partvidékétől, így Közép-Európában is előfordul. Társulásai nemcsak a melegebb, száraz, kontinentális–szubkontinentális nyarakat viselik el, de a termőhely időszakos kiszáradását is.

## Szerkezetük, karakterfajaik
Sűrűn növő, alacsony gyepek a kis humusztartalmú vizek mentén. Főleg kötött, agyagos-márgás talajon nőnek, jóval ritkábban homokon vagy kavicson.
Jellemző fajaik:
- apró csetkáka (Eleocharis acicularis),
- cseplesz (Elatine hexandra),
- háromporzós látonya (Elatine triandra),
- mételyfű (Marsilea quadrifolia).

## Hazai társulásuk
Magyarország mocsári és lápi növényzetének részeként ebbe a csoportba tartozik a teljes társulástani osztály egyetlen, Magyarországon is megtalálható növénytársulása:
- savanyú iszaptársulás (Ranunculo flammulae-Gratioletum Borhidi & Juhász 1985).